# Paleacrita longiciliata
Paleacrita longiciliata là một loài bướm đêm trong họ Geometridae.